# Les Fantômes du Havre
Pour plus de détails, voir Fiche technique et Distribution.
Les Fantômes du Havre est un téléfilm franco-belge réalisé par Thierry Binisti et diffusé en 2018.
Le téléfilm est une coproduction de Scarlett Production, France Télévisions, Be-Films et la RTBF (télévision belge).

## Synopsis
Alors qu'un ouvrier s'affaire aux travaux d'embellissement d'un appartement du Havre, en démolissant le mur qui bouchait une cheminée désaffectée, il y découvre un cadavre momifié... Un duo d'inspecteurs va entreprendre de dénouer l'écheveau très compliqué de ce qui apparaît comme un crime nébuleux  et sordide. Au tout début de l'enquête, la policière va découvrir que le médecin-légiste qui autopsie le cadavre n'est autre que son père qu'elle n'a pas vu depuis vingt ans ! Alors que l’appartement du crime, appartenant à une famille influente des environs, a brûlé après un départ de feu volontaire, l'autopsie révèle que la femme momifiée venait d’accoucher juste avant d’être emmurée.

## Fiche technique[2]
- Réalisation : Thierry Binisti[1]
- Scénario : Sylvain Saada
- Image : Christophe Paturange
- Son : Thomas Lascar
- Musique : Olly Gorman
- Production : Scarlett Production, France Télévisions, Be-Films et la RTBF (télévision belge)[1], avec la participation de TV5 Monde, de la RTS, de 13e rue, en partenariat avec la CNC et avec le soutien de la Région Normandie en association avec SG Image 2017
- Producteur : Joëy Faré
- Pays d'origine :  France,  Belgique[1]
- Durée : 90 minutes[1]
- Genre : policier
- Dates de diffusion : 
  -  Suisse : 14 septembre 2018 sur RTS Un
  -  Belgique : 4 novembre 2018 sur La Une[3]
  -  France : 22 décembre 2018 sur France 3[4]

## Distribution
Sauf indication contraire, les informations mentionnées dans cette section peuvent être confirmées par la base de données cinématographiques IMDb,  présente dans la section « Liens externes ».
- Barbara Cabrita : Ariane Sallès
- Frédéric Diefenthal : Gaspard Lesage
- Marie Bunel : Muriel Rohan
- Antoine Duléry : Guy Rohan
- Nicolas Marié : Richard Valetti
- Gilles Cohen : Maxime Cartier
- Alexis Loret : Mathias Rohan / William Turner
- Sarah-Jane Sauvegrain : Gaëlle Madec
- Anne Loiret : Hélène Derain
- Corinne Belet : Laurence Kremer
- Sophie Lepionnier : Nathalie Lesage
- Aure Rodenbour : Pauline Besson
- Pierre Philippe : Tony Costa
- Alain-Frédéric Lion : Chef de chantier
- Erwan Szejnok : Samir Daoud
- Fabien Giameluca : Policier Scientifique sur Scène de crime

## Lieux de tournages
Le téléfilm a été tourné en Normandie au printemps 2018 dans la région du Havre. ²
Le tournage a eu lieu au Havre (Seine-Maritime) et à Equemauville (Calvados) du 21 mai au 15 juin 2018 sur 21 jours.
L'équipe du film a tourné du 22 au 25 mai 2018 au Havre rue Casimir Delavigne et rue D’Après-Mannevillette.
Le Havre :
- Rue de Paris
- Quartier Saint-François
- Les appartements Perret
- Le port
- Les docks
- Le quartier Danton
- Le Pasino
- La plage
- Le pont du bassin du commerce
- La scène finale a été tournée à Sainte-Adresse.

## Accueil critique
Moustique parle d'un « divertissement efficace pour les nombreux amateurs du genre », même si « les amateurs de Conan Doyle auront deviné chaque rebondissement bien avant les héros ». Le « scénario plutôt alléchant » et le « solide casting » sont mis en avant.

## Audience
- France : 4,53 millions de téléspectateurs (20.6 % de part d'audience).